# Stara Złotoria
Stara Złotoria – wieś w Polsce położona w województwie mazowieckim, w powiecie ostrowskim, w gminie Zaręby Kościelne.
W skład sołectwa wchodzą trzy wsie Niemiry, Stara Złotoria, Kańkowo-Piecki.
W latach 1975–1998 miejscowość administracyjnie należała do województwa łomżyńskiego.
Wierni Kościoła rzymskokatolickiego należą do parafii św. Stanisława Biskupa i Męczennika w Zarębach Kościelnych.

## Historia

### Historia miejscowości
Wieś nad rzeczką Złotorią, założona w roku 1472 przez księcia mazowieckiego Kazimierza III, biskupa płockiego. Należała do dóbr biskupstwa płockiego. Istniała tu jedna z rezydencji biskupich.

### Historia kościoła
Parafia pod wezwaniem Wniebowzięcia N.P. Marii erygowana w roku 1502. W roku 1816 kościół uległ spaleniu. Parafię przeniesiono do Jasienicy.

## Obiekty zabytkowe
- kapliczki przydrożne
  - w miejscu dawnego kościoła, murowana z 2. połowy XIX w.
  - murowana z roku 1939 z rzeźbą św. Jana Nepomucena z przełomu XIX/XX w.
- krzyż przydrożny, żeliwny, z roku 1888[8]